# Liwa al-Quds
Liwa al-Quds (en árabe: لواء القدس) o la Brigada Jerusalén es un grupo gubernamental palestino-sirio pro-baazista que opera en Alepo, formado en 2013 por el ingeniero Muhammad al-Sa'eed. Desde inicios del 2015, el grupo ha sufrido 200 bajas y más de 400 heridos desde su establecimiento. El grupo está compuesto por palestinos musulmanes sunnitas del campamento de refugiados Neirab. Se cree que Liwa al-Quds, es la fuerza auxiliar más grande que opera en Alepo.

## Historial de operaciones
El grupo apoya al Ejército sirio en su esfuerzo para reabrir la línea de abastecimiento principal a Alepo en 2015.